# Carlos Nascimento
Carlos Nascimento (12 de octubre de 1994) es un deportista de Portugal que compite en atletismo. Ganó una medalla de oro en el Campeonato Europeo de Atletismo por Equipos de 2019, en la prueba de 100 m.